# ロドプシン
ロドプシン (英語: Rhodopsin)、は脊椎動物の光受容器細胞に存在する色素である。視紅（しこう）とも呼ばれる。

## 概要
ロドプシンは網膜において光受容器細胞の形成と光の認識の初期段階を司る。Gタンパク結合受容体ファミリーに属しているため、光に敏感であり、夜間視力はこの物質のおかげで成り立つ。光を浴びると即座に退色し、その回復にヒトの場合は約30分かかる。
ロドプシンは2つの部分から成っている。オプシンと呼ばれるタンパク質部分と、可逆的に共有結合をつくる補因子のレチナール（レチンアルデヒド）である。オプシンは7本のらせんが束になって膜を貫通し、中心のポケット内にクロモフォア（色中心）のレチナールが結合する。レチナールは網膜でビタミンAから作られる。そのため、ビタミンAが欠乏すると暗部の視力低下に繋がる（夜盲症）。
11-シス-レチナール (11-cis-retinal) が光によりオールトランスレチナール (all-trans-retinal) へ異性化するとオプシンは構造変化を起こし、会合しているGタンパク質を活性化させセカンドメッセンジャーカスケードを引き起こす。
ロドプシンが視神経に信号を伝えるのは、次の網膜でのメカニズムによる。βカロテンが鎖の真ん中で切断されると、二つのトランス型のレチノールというアルコール型のビタミンAが生成する。レチノールは酸化されてレチナールというアルデヒドになる｡このトランス型のレチナールを､シス型のレチナールに変化させ、オプシンに収納される。この状態が､ロドプシンである｡
ロドプシンへ光が当たるとシス型のレチナールが安定なトランス型に戻り、トランス型レチナール分子は､オプシンに収まらず､はずれてしまう｡この変化が細胞の中に伝えられ､化学的に増幅されて､光が当たった､という信号となって視神経に伝えられる｡トランス型レチナールは､再びイソメラーゼの働きでシス型に折り曲げられてオプシンに収納される。やがてレチナールは消耗するので､不足した分は､レチノールから酸化して補われる｡
このため、網膜にはレチノールをレチナールに酸化するためのアルコール脱水素酵素が豊富に存在する｡そのため､メタノールを飲んだ場合には､網膜でホルムアルデヒドが大量に作られ、ホルムアルデヒドの毒性で視細胞が死に､失明することになる｡
桿体細胞にあるロドプシンは緑青色の光を最も吸収するので赤紫色に見えるのが視紅と呼ばれる所以である。そのために暗所での視界はモノクロに見える。

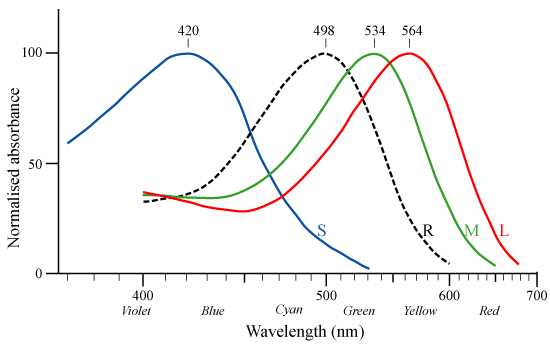
ヒトのロドプシン（点線）と3つのフォトプシンの平均吸収スペクトル。

これと近縁なオプシンに、アミノ酸がわずかに異なり最大吸収波長が違うフォトプシン (photopsin) というグループが存在する。これらの色素は網膜の異なるタイプの錐体細胞に見られ、色覚の元となる。ヒトはロドプシンと他に最大吸収波長が黄緑 (photopsin I)、緑 (photopsin II)、青紫 (photopsin III) の3つのオプシンを持つ。
古細菌の中には光合成を引き起こすバクテリオロドプシンと呼ばれるプロトンポンプを発現するものがある。ロドプシンと同様に、バクテリオロドプシンもレチナールを持ち、7つの膜貫通αヘリックスを持つがGタンパクとは結合しない。また藻類は独自の光ゲートイオンチャンネルを含んだチャネルロドプシン2と呼ばれるオプシンを持つことが知られている。